# Табеев, Фикрят Ахмеджанович
Фикря́т Ахмеджа́нович Табе́ев (тат. Фикрәт Әхмәтҗан улы Табиев; 4 марта 1928, с. Азеево, Рязанская губерния — 3 июня 2015, Москва) — советский партийный и государственный деятель. Почётный гражданин Казани (2008) и Набережных Челнов (2008).

## Биография
Родился 4 марта 1928 года в селе Азеево Рязанской губернии Российской империи (ныне в составе Ермишинского района Рязанской области).
Отец — Ахмеджан Мухамеджанович Табеев, старший из четырёх братьев. По национальности татарин. Участник Гражданской и Великой Отечественной войн. Был командиром отряда красноармейцев. Воевал с басмачеством в Средней Азии. Был личным связистом Михаила Фрунзе. Погиб на фронте зимой 1942. Мать — Сабира Музиповна Табеева (Бегишева). Брат — Джаудат Табеев (1925—2007).
В 1951 году окончил Казанский государственный университет, с 1951 по 1957 год — на преподавательской работе, с 1957 года — на партийной. Кандидат экономических наук.
С 1957 года завотделом науки и учзаведений, с 1959 года - секретарь по идеологии,  а в 1960—1979 годах первый секретарь Татарского обкома КПСС. Был самым молодым первым секретарём обкома партии - 32 лет, рекорд никто после него не побил и не повторил. Сыграл большую роль в развитии нефтяной и нефтехимической промышленности, машиностроения в республике. Под его руководством разведаны и пущены в эксплуатацию новые месторождения нефти, основан Нижнекамск, где построен ряд крупных химических заводов. Построена Камская ГЭС, Заинская ГРЭС. Объединение «Татнефть» за свою историю дала стране наибольший объём нефти. В г. Набережные Челны был построен Камский автомобильный завод («КамАЗ»). В г. Нижнекамск построен «Нижнекамскнефтехим». В Казани запущен «Казаньоргсинтез», открыт завод по производству силикатного кирпича, застроены новые районы Горки и Савиново. Возведены цирк, здания Татарского академического драматического театра имени Галиаскара Камала и Казанского симфонического оркестра, Дворец спорта, стадион, здание Госсовета, новые корпуса Казанского Университета, Дворец химиков и плавательный бассейн, гостиница «Татарстан», построены одни из самых крупных в СССР тепличных хозяйств.

## Посол в Республике Афганистан
С 10 ноября 1979 по 13 августа 1986 года — чрезвычайный и полномочный посол СССР в Афганистане.
Накануне Табеев был вызван в Москву к секретарю ЦК КПСС М. А. Суслову. М. А. Суслов начал: «Нам нужен крупный политический деятель на должность чрезвычайного и полномочного посла СССР в Афганистане. Самой подходящей кандидатурой, по мнению руководства страны, на сегодня являетесь вы, Фикрят Ахмеджанович. Вы первый секретарь крупнейшего обкома партии. Очень важно, что вы мусульманин. Член ЦК КПСС. Входите во многие международные организации стран Азии и Африки. Построили в Татарстане такие заводища, как КамАЗ, нефтехимический комплекс, новые города. Потом ведь вы, товарищ Табеев, межнациональные, межрелигиозные отношения знаете не понаслышке. Татарстан — это большой регион стабильности прекрасных взаимоотношений между народами многих национальностей».
 После согласия занять должность посла в Демократической Республике Афганистан — Суслова М. А. и Табеева Ф. А. принял генеральный секретарь ЦК КПСС Л. И. Брежнев, одобрив решение о согласии, он сказал: «В Фикряте я никогда не сомневался». Вспоминая о том времени, Ф. А. Табеев отмечал:

«Назначение меня чрезвычайным и полномочным послом СССР в Афганистан в то непростое время, я посчитал большой честью. Так же продолжаю думать и по прошествии многих лет»— Фикрят Табеев
С 1986 по 1990 год — первый заместитель председателя Совета министров РСФСР.
В 1990—1991 годах — заместитель председателя Комитета Верховного Совета СССР по международным делам.
Член ЦК КПСС (1961—1990). Избирался депутатом Верховного Совета СССР и Верховного Совета Татарской АССР. Член Президиума Верховного Совета СССР (1962—1979). В 1989 году избран народным депутатом СССР.
С 1992 по 1993 год работал председателем Российского фонда федерального имущества.
С 1995 года занимал пост старшего советника холдинговой компании «Нефтек», также являлся почётным членом совета директоров ОАО «КамАЗ».
Супруга — Д. М. Табеева (1929—2023).
Умер в Москве в ночь на 3 июня 2015 года после продолжительной болезни. Похороны состоялись 5 июня, проводить Фикрята Ахмеджановича в последний путь пришли Президент Республики Татарстан Рустам Минниханов, первый Президент Республики Татарстан Минтимер Шаймиев, Мэр города Москвы (1992—2010) Юрий Лужков, Президент Республики Северная Осетия-Алания (1998—2005) Дзасохов С. А., посол в Республике Афганистан (1989—1992), первый заместитель министра иностранных дел РФ (1996—1998) Пастухов Б. Н., гендиректор ОАО «КАМАЗ» Когогин C. А., генеральный директор ОАО «Татнефть» (1999—2014) Тахаутдинов Ш. Ф., руководитель госкомпании «ТАИФ» Шигабутдинов А. К. и другие видные государственные и общественные деятели, земляки.
Похоронен на Даниловском мусульманском кладбище в Москве.

## Награды
- Пять орденов Ленина
- Орден Октябрьской Революции (3 марта 1988)[9]
- Орден Дружбы народов
- Орден «За заслуги перед Республикой Татарстан» (2008 год)[10]